# Condado de Decatur (Geórgia)
O Condado de Decatur é um dos 159 condados do Estado americano de Geórgia. A sede do condado é Bainbridge, e sua maior cidade é Bainbridge. O condado possui uma área de 1 614 km², uma população de 28 240 habitantes, e uma densidade populacional de 18 hab/km² (segundo o censo nacional de 2000). O condado foi fundado em 8 de dezembro de 1823.